# Hyundai Precision Machine
Die Hyundai Precision Machine Company Limited, bis zum Jahresende 2001 unter dem Namen Hyundai Precision & Industry Company Limited (HDPIC) bekannt gewesen, machte sich einen Namen durch die Produktion von Werkzeugmaschinen und Hochgeschwindigkeitszügen. Des Weiteren betätigte sich die Firma unter Anordnung ihres Mutterkonzerns, der damaligen Hyundai Group, in der Montage von Automobilen und verwendete dabei im Badge-Engineering die Markennamen Galloper und Hyundai. Von 1977 bis 1980 war der Sohn des Firmengründers der Hyundai Motor Company, Chung Mong-koo, CEO. Unternehmenssitz ist Daejeon, Südkorea. Die Produktion wurde im Mai 1985 aufgenommen. Rund 500 Arbeitnehmer arbeiten derzeit für das Unternehmen.
Die Automobilproduktion begann das Unternehmen im September 1991 mit dem Lizenzbau des Mitsubishi Pajero unter den Namen Galloper Exceed und Hyundai Galloper, welche drei Jahre nach Produktionsbeginn einer Modellpflege unterzogen worden waren. Während sich das Hyundai-Modell auf dem Heimatmarkt durchsetzte, war der Galloper vor allem in den Ländern des Nahen Ostens ein Verkaufserfolg. Rund 20 Einheiten des Galloper verließen täglich die Montagehalle. Das zweite Modell des Herstellers war ab Dezember 1995 ein Lizenzbau des Mitsubishi Chariot unter dem Namen Hyundai Santamo, der parallel dazu auf einigen Märkten als Galloper Santamo vermarktet worden war. Speziell dem Heimatmarkt vorbehalten war die LPG-Ausführung (203S), welche ab Januar 1996 erhältlich war. Der Galloper-Geländewagen musste dann im April 1997 der neuen Generation weichen, die unter beiden Marken unter fast gleicher Namensgebung vermarktet wurde. Die zweite Generation ist ebenfalls ein Lizenzbau des Mitsubishi Pajero. Einen Monat später kam dann eine sportliche Freizeitversion des Santamo auf den Markt, die jedoch ebenfalls wieder ausschließlich dem Heimatmarkt Südkorea vorbehalten war und den Namen Hyundai Santamo Plus trägt. 

Offizielles Markenlogo von 1999 bis 2003

Diesem Freizeitkonzept folgend wurde auch der im Oktober 1998 eingeführte Galloper II Innovation. Fünf Monate früher hingegen wurde die LPG-Ausführung des Gallopers etabliert, welche diesmal auch dem Exportmarkt zur Verfügung stand. Obwohl der Galloper weltweit ein Erfolg war, wurde das Modell im Februar 2001 durch den Hyundai Terracan ersetzt. Lediglich in Europa wurde der Galloper II noch bis in den Dezember 2003 hinein montiert. Da in Europa zudem die Abgasnorm Euro IV demnächst Gültigkeit erlangen würde, sah man sich gezwungen, die Produktion des Galloper II nun vollständig einzustellen und kam auf die Idee mit einer neuen Ausführung des Modells, die noch im Bestand lagernden Teile, schnellstmöglich aufzubrauchen. Allerdings mussten auch neue Teile für dieses Fahrzeug hergestellt werden. Der Galloper II Van war spartanisch ausgestattet und war für die gewerbliche Nutzung gedacht. Erhältlich war der Van ausschließlich in Westeuropa und wurde sowohl als drei- oder fünftüriger Kastenwagen, wie auch mit Scheiben in der fünftürigen Version, angeboten. Die Produktion des Santamo war bereits im Oktober 2002 beendet worden. Die Nachfolge dessen hatte der Kia Carstar angetreten. Im Auftrag der Kia Motors Corporation hatte man von 1996 bis zum Jahresende 1999 den Kia Elan für den asiatischen Raum zusammengebaut. Für die im Nahen Osten vermarkteten Einheiten dagegen verwendete man den Galloper-Markennamen. In der Fahrzeug-Identifikationsnummer nutzte die HPIC die Welt-Herstellercodes KMX und KMY, welche heute von der Daelim Motor verwendet wird. Die Einheiten mit dem Welt-Herstellercode KMZ wurden im Hyundai-Werk von Seoul produziert.
Im Jahr 1999 brachte Hyundai die Schienenfahrzeugaktivitäten in ein Gemeinschaftsunternehmen mit Hanjin Heavy Industries und Daewoo Heavy Industries ein. Das neue Unternehmen firmierte ursprünglich unter dem Namen KOROS (Korea Rolling Stock Corporation), wurde im Jahr 2002 in Rotem Company umbenannt und heißt seit 2007 Hyundai Rotem Company.

## Modellübersicht

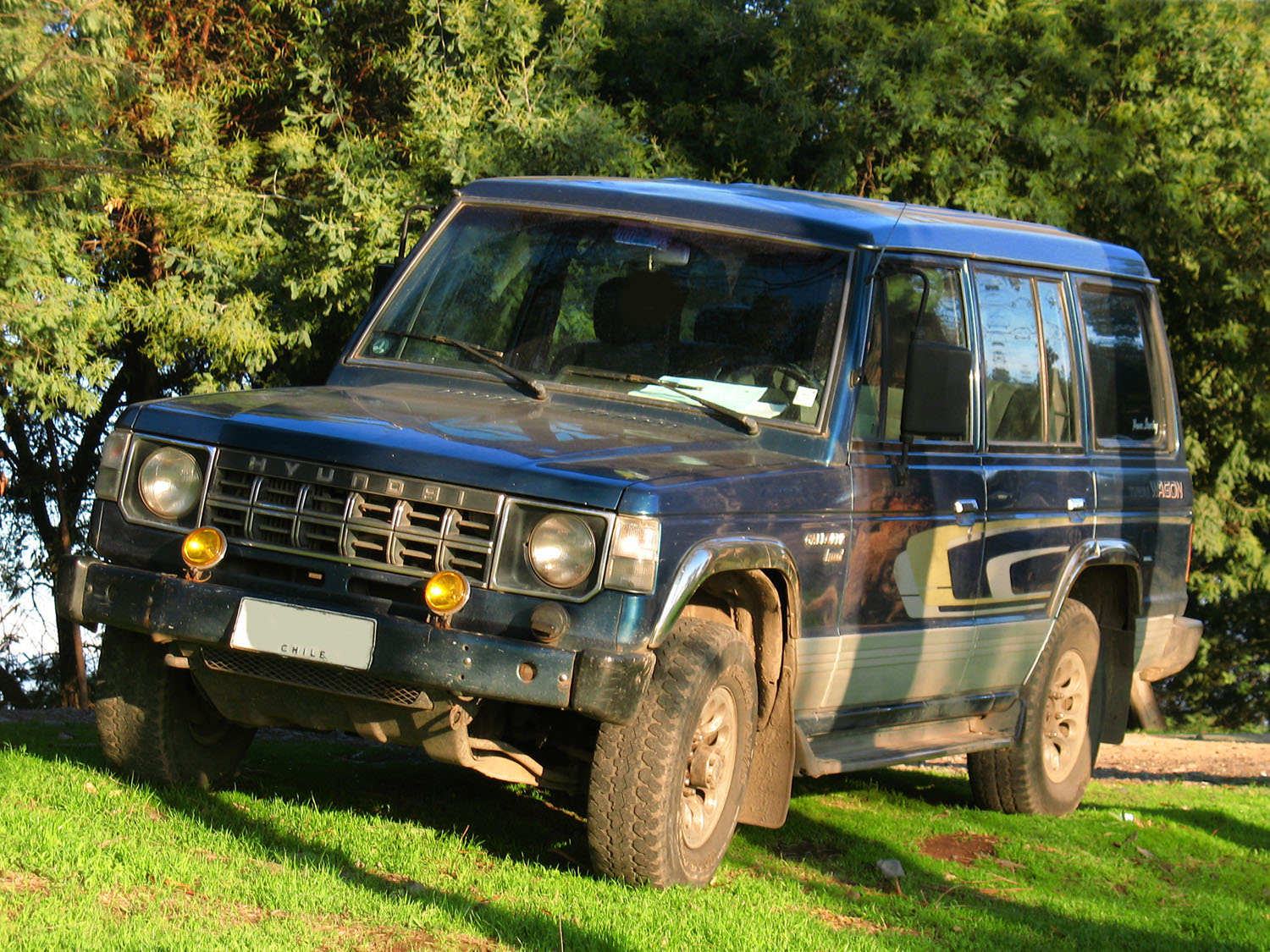
Galloper Exceed Hyundai Galloper 09/1991 bis 09/1994
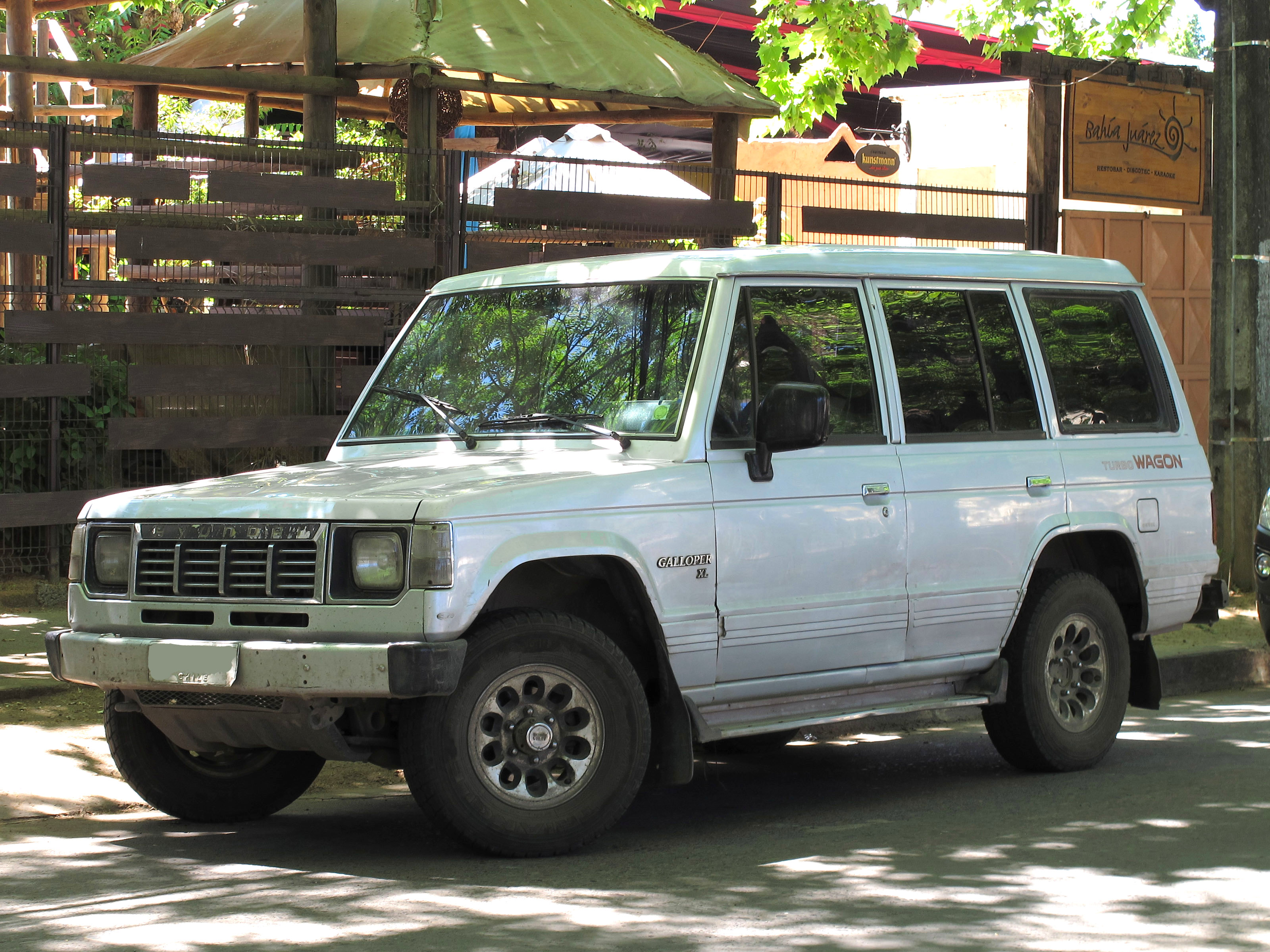
Galloper Exceed Hyundai Galloper 09/1994 bis 04/1997
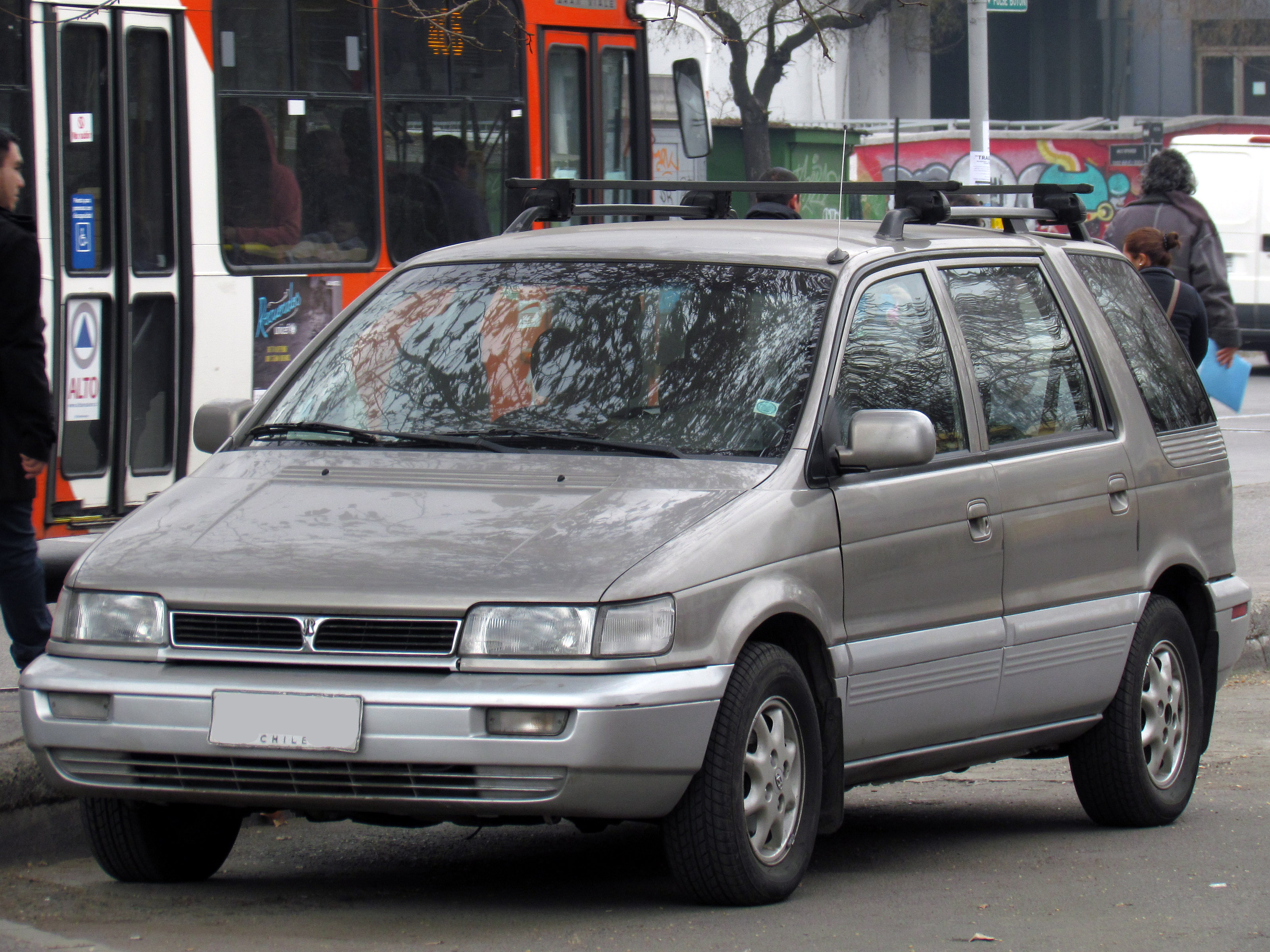
Galloper Santamo Hyundai Santamo 12/1995 bis 10/2002
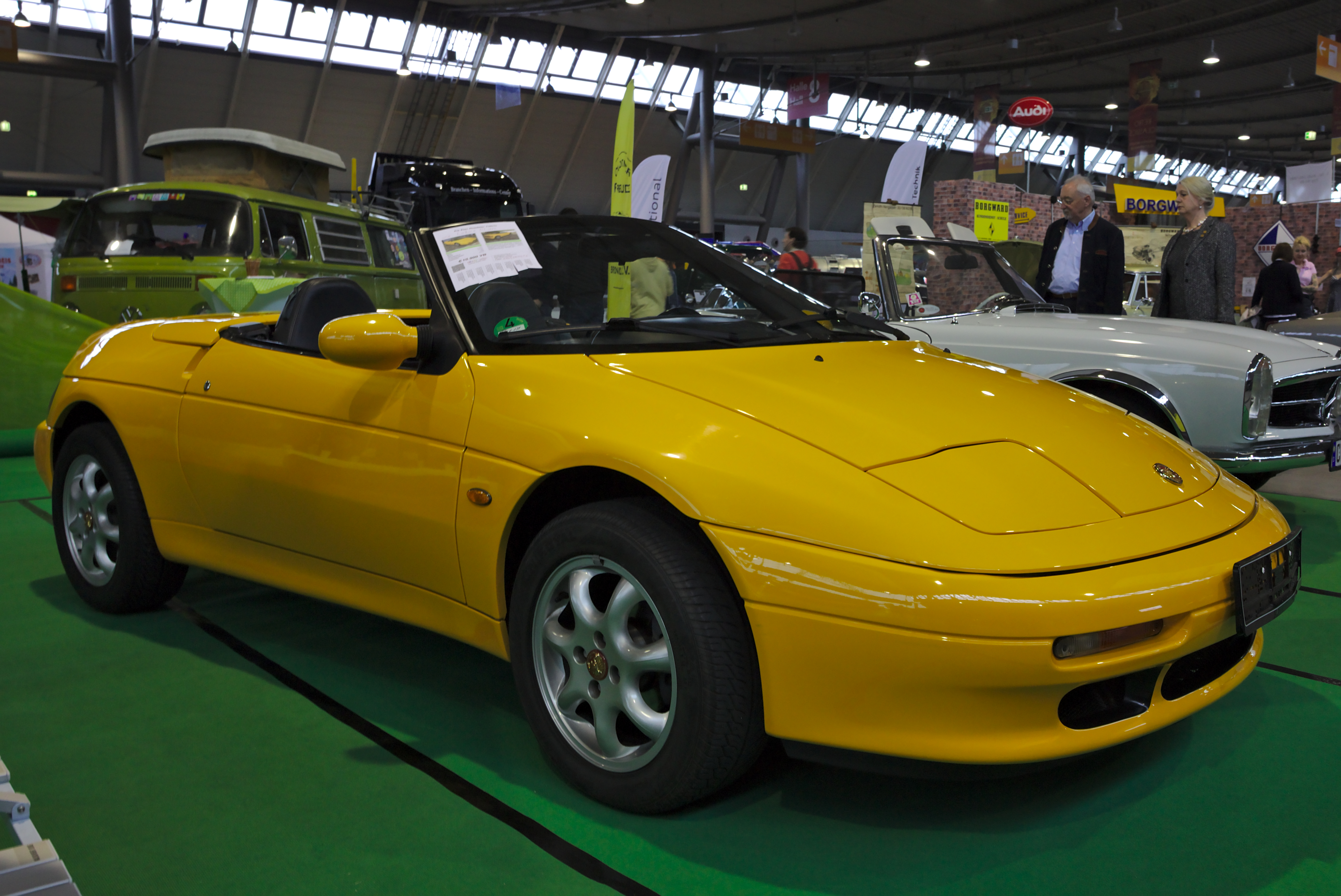
Galloper Elan Kia Elan 07/1996 bis 12/1999
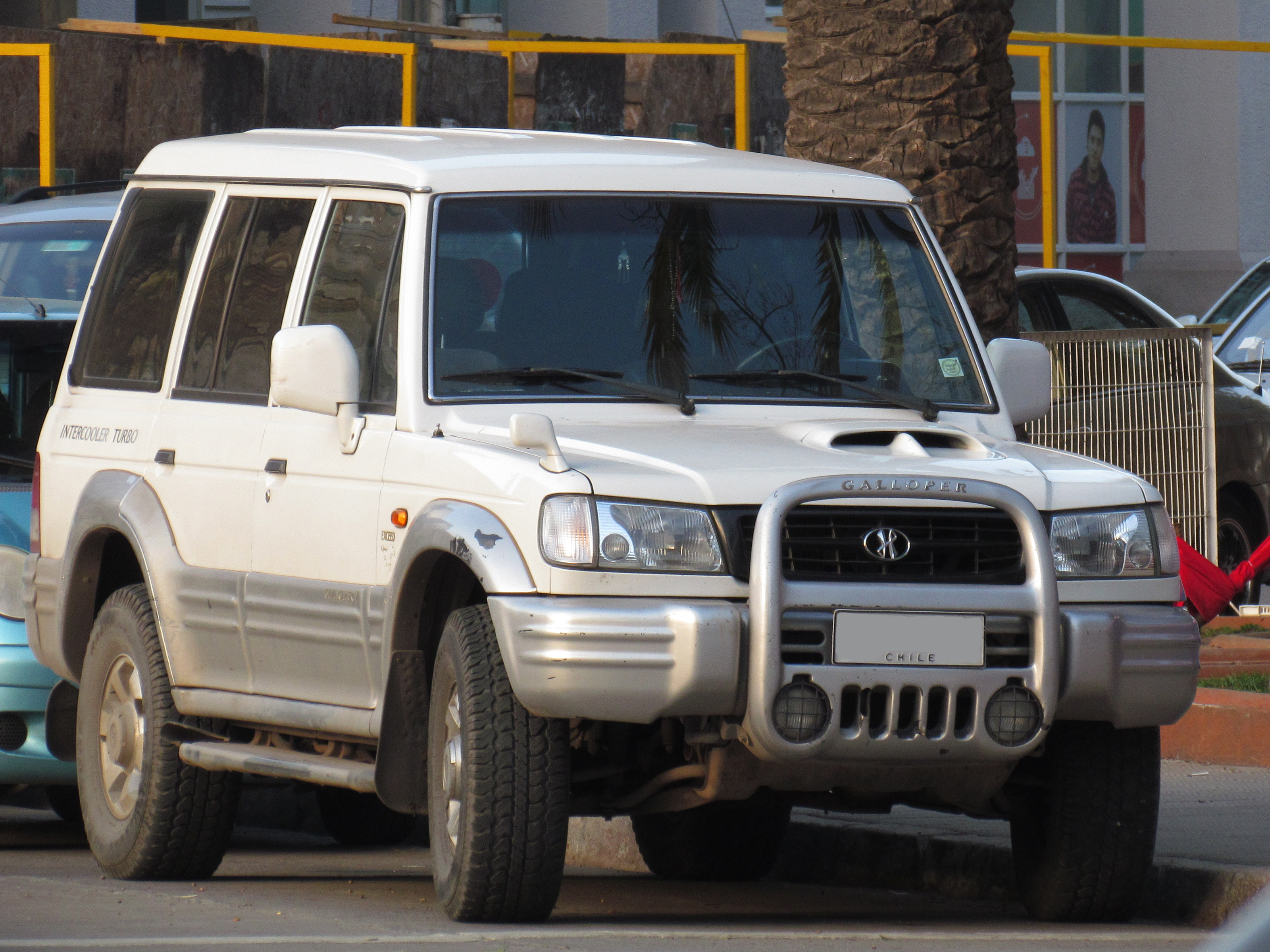
Galloper II Exceed 04/1997 bis 12/2003 Hyundai Galloper II 04/1997 bis 02/2001
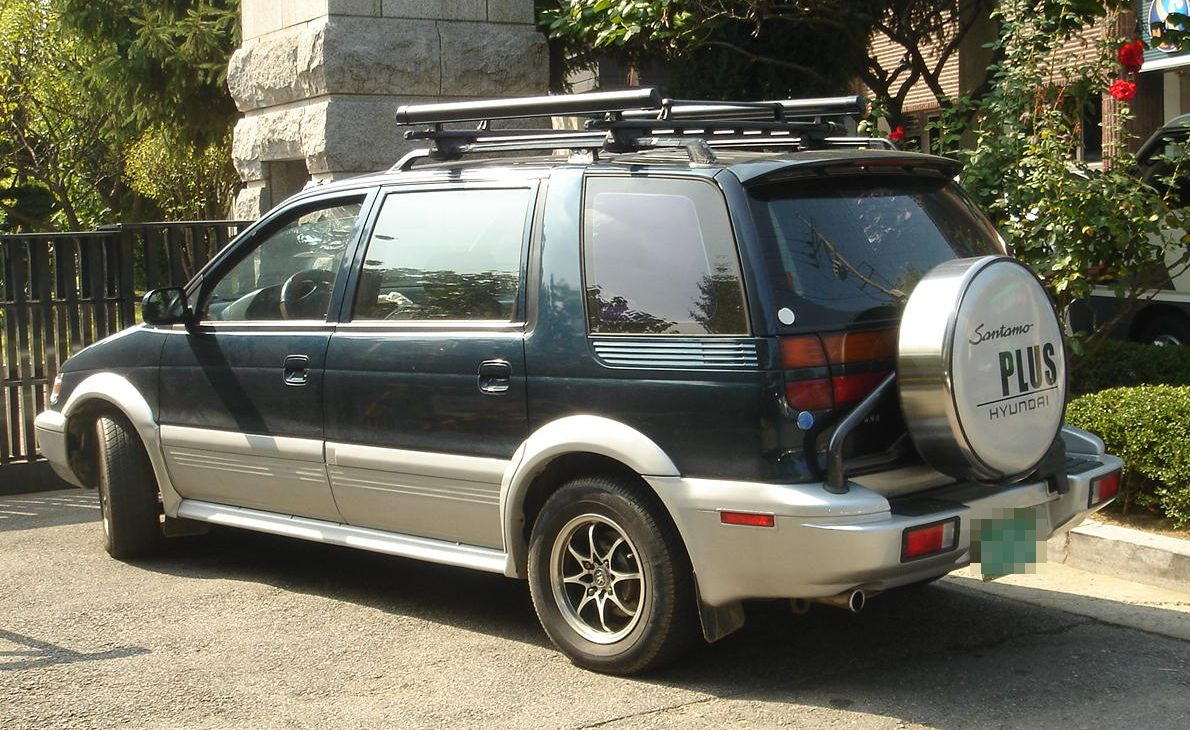
Hyundai Santamo Plus 05/1997 bis 10/2002
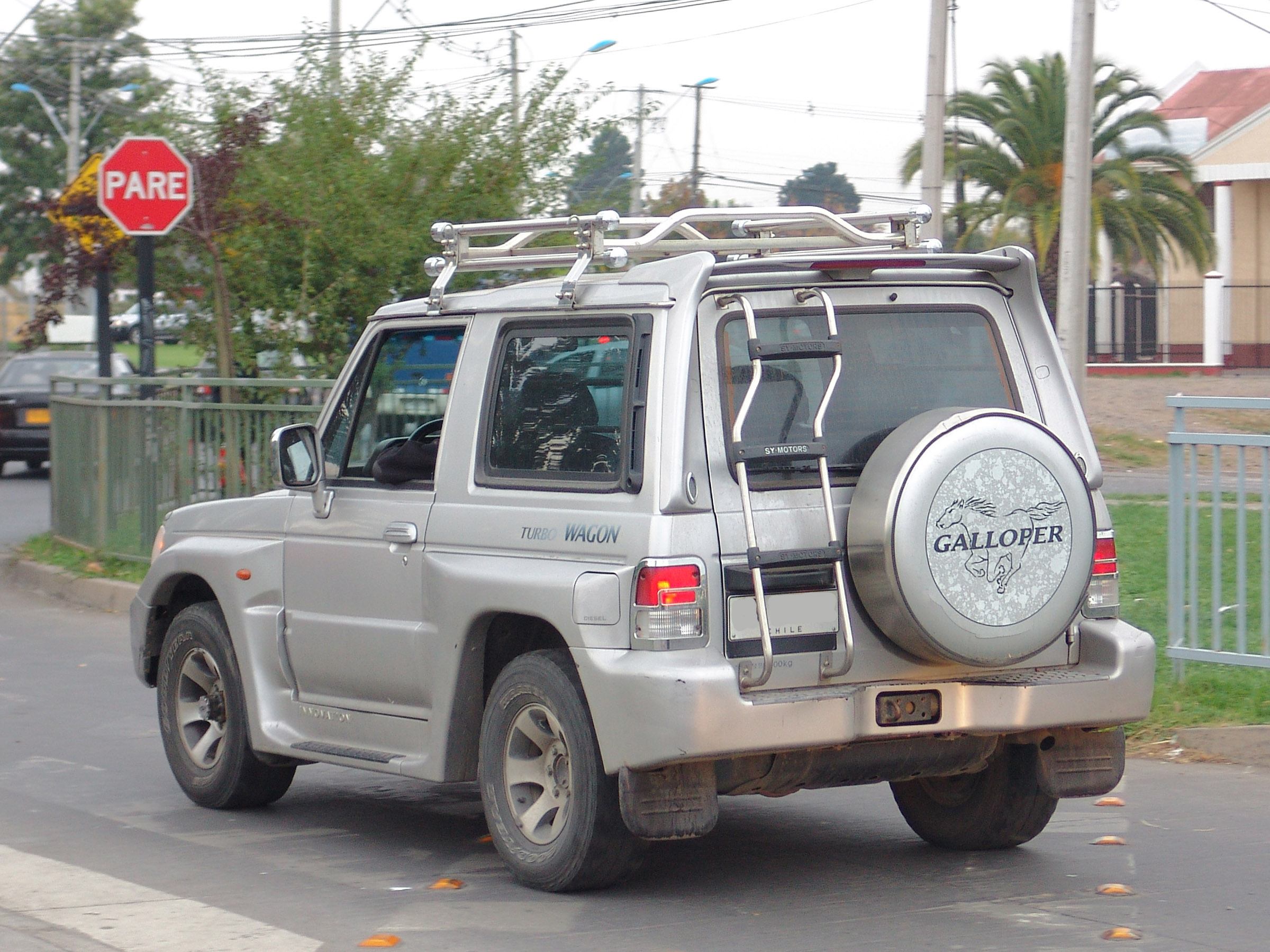
Galloper II Innovation 10/1998 bis 12/2003
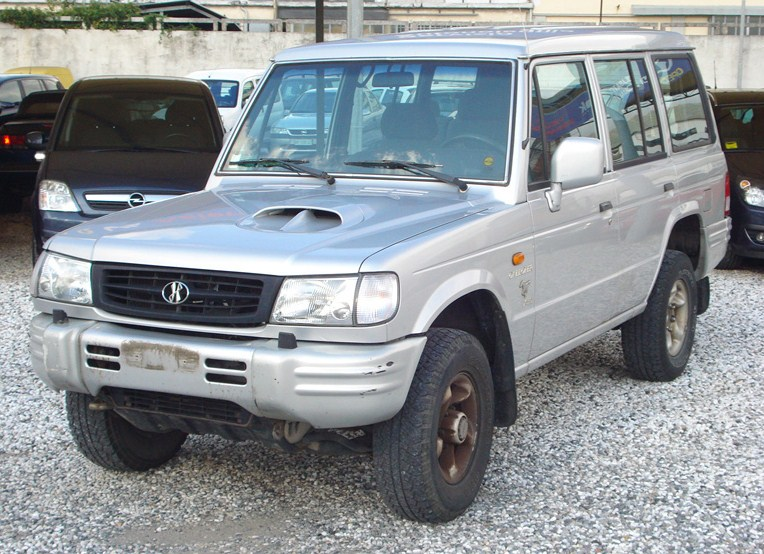
Galloper II Van 08/2003 bis 12/2003